# Frogner Manor
Công Trường Vigeland ở trong Công viên Frogner tại Oslo. Có người gọi công viên Frogner là công viên Vigeland, người Việt còn gọi là công viên Sexy. Những tác phẩm điêu khắc ở trong công trường này do ông Vigeland làm mô hình. (Vigeland là nhà điêu khắc trên đá và gỗ, sinh 11.04.1869 tại Halse, qua đời 12.03.1943 tại Oslo). Công viên Frogner thu hút khách du lịnh đến tham quan Oslo.
Công viên điêu khắc Vigeland gồm có 320 sào (32 mẫu tây). Bao gồm 214 tác phẩm điêu khắc bằng đá, 13 cánh cửa sắt lớn, 2 cánh cửa chính đúc bằng đồng cho hai lối ra vào. Nhà điêu khắc Vigeland đã làm mô hình cho tất cả các tác phẩm điêu khắc trên, và công viên được xây dựng theo bản vẽ của ông. Công viên có chiều dài là 850 mét, và các tác phẩm trên được họp lại thành 5 đơn vị: Cổng chính; Cây cầu với sân chơi trẻ em; Đài phun nước; Một tảng đá được chạm trổ, to lớn, dựng đứng lên và tảng đá này đã được lấy từ cao nguyên về; Vòng đời (những thăng trầm của cuộc đời).
Công trường bao gồm hầu hết các sản phẩm điêu khắc trên đá granit, đồng và sắt của người nghệ sĩ tài ba này. Công viên có gần 600 bức tượng điêu khắc. Chính ông Vigeland đã làm ra những mô hình cỡ lớn nhỏ khác nhau này để cho những người thợ thủ công lành nghề cạm trổ đá granit, thợ đúc đồng thi hành. Xây dựng công viên này kéo dài nhiều thập niên nhưng vẫn không hoàn thành cho đến năm 1950. Oslo kommune (Tỉnh Oslo) có chi phí lớn nhất, nhưng cũng có một vài tư nhân đóng góp thêm.